# BT Asset Management
BT Asset Management S.A.I. este o societate subsidiară a Băncii Transilvania. Compania este specializată în administrarea de active.
Printre altele, compania administrează fondurile deschise de investiții BT Clasic, BT Maxim și BT Index și fondul închis de investiții BT Invest 1. BT Invest 1 a primit Diploma de Excelență de la Uniunea Națională a Organismelor de Plasament Colectiv (UNOPC) pentru cea mai buna performanță obținută din întreaga industrie (OPCVM și AOPC) în anul 2006 - 31,2 % .